# Periam
Periam (Hongaars:  Perjámos , Duits: Perjamosch)  is een gemeente in het Roemeense district Timiș en ligt in de regio Banaat in het westen van Roemenië. De gemeente telt 6458 inwoners (2005).

## Geografie
De oppervlakte van Periam bedraagt 98,33 km², de bevolkingsdichtheid is 66 inwoners per km².
De gemeente bestaat uit de volgende dorpen: Periam, Pesac.

## Demografie
Van de 6633 inwoners in 2002 zijn 5834 Roemenen, 121 Hongaren, 166 Duitsers, 445 Roma's en 72 van andere etnische groepen.
Onderstaande figuur toont het verloop van het inwoneraantal vanaf 1880.

## Politiek
De burgemeester van Periam is Rodica Boancăș (PD).

## Geschiedenis
In 1330 werd Periam officieel erkend.
De historische Hongaarse en Duitse namen zijn respectievelijk Perjámos en Perjamosch. Tot het einde van de Tweede Wereldoorlog was de gemeente vooral Duitstalig, de Donauschwaben werden na de oorlog in strafkampen geplaatst waren daarvoor zelf al weggevlucht.
Balinț · Banloc · Bara · Bârna · Beba Veche · Becicherecu Mic · Belinț · Bethausen · Biled · Birda · Bogda · Boldur · Brestovăț · Cărpiniș · Cenad · Cenei · Checea · Chevereșu Mare · Comloșu Mare · Coșteiu · Criciova · Curtea · Darova · Denta · Dudeștii Noi · Dudeștii Vechi · Dumbrava · Dumbrăvița · Fibiș · Fârdea · Foeni · Gavojdia · Ghilad · Ghiroda · Ghizela · Giarmata · Giera · Giroc · Giulvăz · Gottlob · Iecea Mare · Jamu Mare · Jebel · Lenauheim · Liebling · Lovrin · Margina · Mașloc · Mănăștiur · Moravița · Moșnița Nouă · Nădrag · Nițchidorf · Ohaba Lungă · Orțișoara · Parța · Pădureni · Peciu Nou · Periam · Pietroasa · Pișchia · Racovița · Remetea Mare · Sacoșu Turcesc · Saravale · Satchinez · Săcălaz · Secaș · Sânandrei · Sânmihaiu Român · Sânpetru Mare · Șag · Şandra · Știuca · Teremia Mare · Tomești · Tomnatic · Topolovățu Mare · Tormac · Traian Vuia · Uivar · Valcani · Variaș · Victor Vlad Delamarina · Voiteg